# Communauté rurale de Khelcom
La communauté rurale de Khelcom coye est une communauté rurale du Sénégal située au centre du pays. 
Elle fait partie de l'arrondissement de Darou Minam 2, du département de Malem Hodar et de la région de Kaffrine.